# Sakuma Morishige
Sakuma Morishige (佐久間 盛重?; ... – 11 giugno 1560) è stato un samurai giapponese del periodo Sengoku, servitore del clan Oda, noto anche come Daigaku no Suke.

## Biografia
Nel 1560 durante l'invasione della provincia di Owari da parte di Imagawa Yoshimoto, prima che avvenisse la battaglia di Okehazama, Morishige fu messo a guardia del castello di Marune, ai confini della provincia.
La fortezze venne messa sotto assedio da Tokugawa Ieyasu (che a quel tempo si chiamava Matsudaira Motoyasu). Durante l'assedio di Marune Ieyasu fece un gran uso di archibugi e Morishige fu colpito e ucciso e la fortezza venne espugnata.
Suo figlio fu Sakuma Morimasa.